# Amerila rufitarsis
Amerila rufitarsis är en fjärilsart som beskrevs av Rothschild 1917. Amerila rufitarsis ingår i släktet Amerila och familjen björnspinnare. Inga underarter finns listade i Catalogue of Life.